# ブルーシャーク
ザ・ブルーシャーク（生年月日不明 - ）は、日本の覆面レスラー。

## 経歴
2007年6月8日、リアルジャパンプロレス後楽園ホール大会で虎と鮫をモチーフにしたタイガーシャークとして、折原昌夫とタッグを組んで対スーパータイガー（2代目）&Hi69組戦でデビュー。リングネームは戦闘機「F-20 タイガーシャーク」が由来。
師匠の佐山聡が新日本プロレスに所属していた時のファイトスタイルを継承している。リアルジャパンプロレス在籍時は特に初代タイガーマスクに動きが酷似していたが、ラフなファイトや多少の反則攻撃も行うヒール的なキャラだった。当時はリアルジャパンプロレス会場の観客たちから「シュー！」「シュー！」とコールされていた。
2012年3月16日、リアルジャパンプロレスにおいてビッグバン・ベイダーとシングルで対戦。
2013年9月28日、リアルジャパンプロレスにおいて藤波辰爾とタッグを組んで長州力＆スーパータイガー組と対戦し、スーパータイガーにムーンサルトプレスからの片エビ固めで勝利する。
2013年11月、リアルジャパンプロレスを退団。以降はインディーに活躍の場を移す。
2014年10月5日、リングネームをザ・ブルーシャークに改名。マスクも虎のモチーフの耳などを無くして鮫の、ひれをデザインに加えたものを着用している。
2015年9月26日、シアター1010ミニシアターで自主興行「ROARING」を旗揚げ。以後、定期的に開催されている。
近年になってからリングネームをタイガーシャークに戻して出場する時もある。

## 得意技
ムーンサルトプレス
ダイビングヘッドバット
鮫墜し
シャーク・デス・バイ・ロック
カールシックルと同型。
シャーク・デス・バイ・ロックII
バズソーキック
仰向けになった相手の上半身を起こして相手の左側頭部を振り抜いた右足の甲で蹴り飛ばす。
各種キック

## 入場曲
- 初代 : スーパーロボット大戦のメインテーマ
- 2代目 : ジョーズのメインテーマ（ジョン・ウィリアムズ）

## タイトル歴
- インターナショナルジュニアヘビー級王座
- リアルジャパンタッグ王座
- WEWタッグ王座
- ミッドアトランティックUSヘビー級王座
- UWAインターコンチネンタルタッグ王座